# Taman Greenwood
Taman Greenwood is een stad in de Maleisische deelstaat Selangor.